# Myotis rufoniger
Myotis rufoniger (Tomes, 1858) è un pipistrello della famiglia dei Vespertilionidi diffuso nell'Asia orientale.

## Descrizione

### Dimensioni
Pipistrello di piccole dimensioni, con la lunghezza dell'avambraccio tra 45 e 56 mm, la lunghezza della coda di 52 mm, la lunghezza del piede di 11 mm, la lunghezza delle orecchie di 19 mm e un peso fino a 12 g.

### Aspetto
La pelliccia è densa e lanosa. Il colore generale del corpo è arancione scuro con la base dei peli nerastra e la punta più scura. Il muso è corto, appuntito e con le narici leggermente tubulari. Le orecchie sono relativamente corte, strette, arancioni con i bordi nerastri e con un incavo sul bordo posteriore appena sotto l'estremità appuntita. Il trago è lungo, affusolato, con il margine anteriore dritto e con un lobo triangolare alla base di quello posteriore. Le ali sono arancioni, con le membrane tra le dita nere e attaccate posteriormente alla base dell'alluce. I piedi sono piccoli e nerastri. La coda è lunga ed inclusa completamente nell'ampio uropatagio, il quale è arancione. Il calcar è sottile e privo di carenatura.

## Biologia

### Comportamento
Si rifugia tra il denso fogliame. Entra in ibernazione durante l'inverno.

### Alimentazione
Si nutre di insetti.

## Distribuzione e habitat
Questa specie è diffusa dalla Cina sud-orientale, Vietnam centrale e isola di Taiwan fino alla Penisola coreana. Gli individui catturati sull'isola giapponese di Tsushima potrebbero appartenere ad una popolazione vagante.
Vive nelle foreste sempreverdi in prossimità di corsi d'acqua.

## Tassonomia
Sono state riconosciute 3 sottospecie:
- M.r.rufoniger: Province cinesi del Sichuan, Zhejiang, Anhui, Shanghai, Hubei, Shaanxi, Jiangsu, Fujian, Guangxi, Guizhou, Henan; Laos e Vietnam;
- M.r.tsuensis (Kuroda, 1922): Penisola coreana e isola di Tsushima;
- M.r.watasei (Kishida, 1924): Taiwan;

## Conservazione
Questa specie è considerata dalla IUCN una sottospecie di m.formosus.